# Контактные языки на английской основе
Контактные языки на английской основе — пиджины и креольские языки, сложившиеся на основе английского языка (в качестве суперстрата) и разнообразных местных языков (в качестве субстрата) иногда с влиянием других европейских языков (в качестве адстрата). Большинство английских пиджинов возникло в британских колониях в течение XVII—XVIII веков. Креольские языки возникали на их основе позднее, в течение XIX—XX веков.

## Список
Названия пиджинов выделены курсивом.
- Атлантическая ветвь
  - западнокарибский креольский язык/кластер (Southwestern Caribbean Creole English, Western Caribbean)
    - белизское наречие (Belize Kriol English) — Белиз
    - москитовобережное (никарагуанское) наречие (Miskito Coastal Creole, Nicaragua Creole English) — Никарагуа
      - диалект острова Рама-Кей (Rama Cay Creole) — остров Рама-Кей (Никарагуа)

    - райсальско-креольское наречие (San Andrés-Providencia Creole, Islander Creole English) — острова Сан-Андрес и Провиденсия (Колумбия) напротив Никарагуа
    - кайманское наречие (Cayman Creole) — острова Кайман
    - ямайское наречие (Jamaican Creole English) — Ямайка
      - лимонский диалект (Limónese Creole) — район города Лимон (Коста-Рика)
      - панамский диалект (Panamanian Creole English) — Панама
        - диалект Бокас-дель-Торо (Bocas del Toro Creole)
        - колонский диалект (Colón Creole)
        - диалект Рио-Абахо (Rio Abajo Creole)

  - северо-восточнокарибская группа (Eastern Caribbean)
    - севернокарибский креольский язык/кластер
      - афро-семинольское наречие (Afro-Seminole Creole) — Флорида (США)
      - багамское наречие (Bahamas Creole English) — Багамы
        - тёркское наречие (Turks and Caicos Islands Creole English) — Тёркс и Кайкос

      - галла (Gullah language, Sea Island Creole English) — прибрежные районы северной Флориды, Джорджии, Южной Каролины (США)

    - восточнокарибский креольский язык/кластер (Leeward Caribbean Creole English, Southern Eastern Caribbean Creole English)
      - северно-мало-антильское наречие:
        - ангильский диалект (Anguillan Creole) — Ангилья
        - антигуанский диалект (Antiguan Creole) — Антигуа и Барбуда
        - монтсерратский диалект (Montserrat Creole) — Монтсеррат
        - сент-китсский диалект (Saint Kitts Creole) — Сент-Китс и Невис
        - сен-мартенский диалект (Saint Martin Creole) — Нидерландские Антилы
        - доминикский диалект (Kokoy Creole English) — Доминика
        - виргинский диалект (Virgin Islands Creole English) — Виргинские острова

      - южно-мало-антильское наречие
        - барбадосский диалект (баджан, Bajan) — Барбадос
        - гренадский диалект (Grenadian Creole English (Grenada)
        - сент-винсентский диалект (Vincentian Creole English) — Сент-Винсент и Гренадины
        - тобагский диалект (Tobagonian Creole English) — Тобаго
        - тринидадский диалект (Trinidadian Creole English) — Тринидад

      - гайанское наречие (Guyanese Creole English) — Гайана

  - Западноафриканская группа (крио) (4)
    - западноафриканский пиджин (West African Pidgin English, Guinea Coast Creole English)
    - крио (Krio) (Sierra Leone),
      - диалект аку (Aku) — Гамбия
      - диалект Фернандо-По (фернандино; Fernando Po Creole English, Fernandino, Fernando Po Krio, Criollo) — Экваториальная Гвинея

    - нигерийско-креольский язык (Nigerian Pidgin) (Nigeria)
    - камерунско-креольский язык (Cameroonian Pidgin English, Kamtok, Cameroonian Creole, Cameroon Pidgin) (Cameroon)
    - либерийский пиджин-инглиш →
      - либерийско-креольский язык (американо-либерийский, либерийский крейол) (Liberian Kreyol language) — американо-либерийцы (Либерия, взаимовлияние с либерийским вариантом английского языка (Liberian English)
      - диалект кру (Kru Pidgin English)
      - внутренне-либерийский диалект (Liberian Interior Pidgin English) — пиджин, используемый остальным населением Либерии в качестве второго языка

    - фульский пиджин-инглиш (Fulani Pidgin English)
    - ганский пиджин-инглиш (Ghanaian Pidgin English) — Гана
    - тоголезский пиджин-инглиш (Togolese Pidgin English)

  - Суринамская группа (Suriname) (3)
    - ндюка (Ndyuka) — Суринам
      - собственно ндюка: аукан (Aukan), алуку и парамаккан (Paramaccan)
      - квинти (Kwinti)

    - сранан-тонго (Sranan Tongo, Sranan) — Суринам
- Сарамакканская ветвь
  - сарамаккан (Saramaccan, Saamáka) — Суринам
- Тихоокеанская ветвь (Pacific) (7)
  - китайский пиджин-инглиш (Chinese Pidgin English) → Nauruan Pidgin English (Nauru)
  - бичламар †
    - квинслендский пиджин (Queensland Kanaka English) †
    - самоанский плантационный пиджин (Samoan Plantation Pidgin) †
    - микронезийский пиджин (Micronesian Pidgin English) †
    - пиджин островов Луайоте (Loyalty Islands Pidgin English)
    - новокаледонский пиджин (New Caledonian Pidgin English) †
    - бислама (Bislama) — Вануату
    - пиджин Соломоновых островов (нео-соломоник; Pijin, Solomons Pidgin, Neo-Solomonic, Kanaka)
    - ток-писин (Tok Pisin) — Папуа — Новая Гвинея
    - кейп-йоркский пиджин (Cape York Pidgin English) → креол Торресова пролива (Torres Strait Creole (Australia)) — Австралия

  - пиджин Северной Территории (Northern Territory Pidgin English) → австралийский криол (Kriol) — Австралия
  - гавайский пиджин-инглиш (Hawaiian Pidgin English) → гавайский креольский язык (Hawai’i Creole English) — Гавайи
  - нгатикский мужской креол (Ngatik Men’s Creole) — остров Нгатик (Микронезия)
  - маорийский пиджин-инглиш (Maori Pidgin English) †
  - питкэрнско-норфолкский (креольский) язык (Pitcairn-Norfolk) — острова Питкэрн и Норфолк
    - питкэрнский диалект
    - норфолкский диалект
- Неклассифицированные пиджины
  - японский бамбуковый пиджин (Japanese Bamboo English)
  - японский пиджин-инглиш (Japanese Pidgin English) † — XIX век
  - корейский бамбуковый пиджин (Korean Bamboo English)
  - тайваньский пиджин-инглиш (Taiwan Pidgin English)
  - таиландский пиджин-инглиш (Thai Pidgin English)
  - вьетнамский пиджин-инглиш (Vietnamese Pidgin English)
  - брумский пиджин-инглиш (Broome Pidgin English, Broome Pearling Lugger Pidgin) — Австралия
  - чукотский пиджин-инглиш (Chukotka Pidgin English)
  - мадрасский пиджин-инглиш (Madras Pidgin English)
  - пиджин-инглиш Порт-Огасты (Port Augusta Pidgin English) — Австралия
  - пиджин-инглиш Порт-Джексона (Port Jackson Pidgin English) — Австралия
  - индейский пиджин-инглиш (American Indian Pidgin English)
  - ньюфаундлендский пиджин-инглиш (Newfoundland Pidgin English)